# Cerkev sv. Servacija, Quedlinburg
Cerkev sv. Servacija v Quedlinburgu - znana tudi kot St. Servatii ali Quedlinburger Dom - je nekdanja samostanska cerkev in spomenik svetnikoma Dioniziju in Servaciju visoke romanske arhitekture. Triladijska bazilika, ki je bila zgrajena predvsem med letoma 1070 in 1129, je bila cerkev ženskega samostana v Quedlinburgu. Cerkev je od leta 1994, skupaj s starim mestom Quedlinburg in gradom na seznamu Unescove svetovne dediščine , poleg tega pa je po Haaški konvenciji zaščitena kulturna dobrina in je registrirana na seznamu spomenikov Quedlinburga.

## Zgodovina gradnje
Gradnja današnje stavbe se je začela na ostankih treh predhodnic, kmalu po požaru leta 1070 in bila na Binkošti 1129 v prisotnosti kralja Lotarja II. ponovno posvečena.
Pred tem so na tem mestu stale tri starejše stavbe:
Prva je bila zgrajena pred letom 936 kot grajska kapela, pred katero je bil pod glavnim oltarjem pokopan kralj Henrik I.. Pri preoblikovanju grajskega kompleksa v ženski samostan leta 936, je cerkev zamenjala večja stavba. V njej je bila ustanovljena tako imenovana izpoved svetega Servacija. Leta 961 so ostanke svetega Servacija pripeljali iz Maastrichta v Quedlinburg. Šele v 19. stoletju je bila izpostavljena v obliki, kot jo danes lahko vidimo v kripti. V času vladavine opatinje Matilde je bila zgrajena nova stavba (tretja), ki jo je bila kot prva faza končana leta 997. Od južne strani kripte danes vodi stopnišče v tako imenovano obpotno kapelo svetega Nikolaja in vinculis. Verjetno je bila zgrajena pred letom 997. Na dveh stebrih, z močno poenostavljenimi in zmanjšanimi jonskimi kapiteli, so močno zoženi imposti večji od kapitelov. 24. septembra 1021 je bila tretja cerkev posvečena v prisotnosti cesarja Henrika II.. To stavbo je uničil požar leta 1070.
Visoki kor je bil zgrajen pod opatinjo Jutto von Kranichfeld do leta 1320 v gotskem slogu. V času obsežne obnove pod vodstvom arhitekta Ferdinanda von Quasta od 1863 do 1882 je cerkev dobila dva neoromanska stolpa s koničastima zvonikoma. Takrat sta bila opremljeni z renskima čeladama na način, ki ni bil primerljiv z izvirnikom.
Med letoma 1938 in 1940 je v notranjosti potekala »obnova« romanskega kora. Zunaj je gotski izgled kora ostal nespremenjen. V notranjosti so odstranili oltar, prižnico in korne klopi ter porušili gotski korni obok, da bi zgradili novo, psevdo romansko apsido.  Od leta 1938 je cerkev zasedla SS pod Heinrichom Himmlerjem in je bila spremenjena v njihovo »svetišče«. Himmler naj bi ohranjal dialog s Henrikom I. in se v svojem okolju, ne samo v Quedlinburgu, imenoval, zaradi svojega sklicevanja na ime predhodnika "kralj Henrik".  Ostanke kosti, ki jih je odkril Rolf Höhne na Schlossbergu, je proglasil za ostanke Henrika I. in jih pokopal leta 1937 slovesno v praznem grobu poleg kraljice Matilde. Danes so v grajskem muzeju razstavljeni ostanki sarkofaga in dokumentacija o nacističnem obdobju.
Po poškodbi stolpnih čelad s topniškim ognjem 17. aprila 1945 so bili stolpi obnovljeni od leta 1946 do 1948, vendar prilagojeni romanskemu nizkemu strešnemu šotoru. Pastor v cerkvi je bil v tem času Franz-Reinhold Hildebrandt.
Kripta je grobnica kralja Henrika I. in njegove žene Matilde, katere kosti so dejansko tam še danes. Na stropu kripte so ostanki al secco poslikav z upodobitvijo svetopisemskih motivov, na stenah pa niz nagrobnikov nekdanjih opatinj. Obsežna prenova v letih 2002–2009 je zagotovila drago stropno poslikavo, istočasno pa je bila prvič integrirana celovita razsvetljava.
Stopnišče vodi iz kripte v tako imenovano knežjo grobnico, katere notranja klima pomaga mumificirati trupla. Obstajajo krste Aurore von Königsmarck, opatinje Ane II. Stolberg, Ane III.  Stolberg-Wernigerode in Marie Elisabet Schleswig-Holstein-Gottorfa.
Samostanska cerkev svetega Servacija je bila imenovana tudi Quedlinburg Dom (stolnica), da bi označila rang opatinje Matilde kot metropolitana na ravni (nad)škofa, čeprav cerkev nikoli ni bila škofova cerkev.

## Notranjost
Glavna ladja je ločena od stanskih ladij izmenično z dvema stebroma in enim slopom (spodnjesaški slog). Kapiteli in impost stebrov in slopov so bogato okrašeni z rastlinskimi in živalskimi motivi, predvsem orli. Živali so tudi prevladujoč motiv v frizih na svetlobnem nadstropju.
Zunanji zidovi in ornamentika notranjosti razkrivata močne lombardske vplive.

### Oprema
Cerkev je služila ustanoviteljem Henriku I. in njegovi ženi Matildi, opatinji Quedlinburga kot grobnica. Grobnica ustanoviteljev nima spomenika, opatinje pa so postavile svoje nagrobne spomenike, ki so se do danes ohranili in so jih večkrat raziskali.
Visoki kor je bil okrašen s tapiserijo veliko skoraj 5,60 x 7,40 m, ki jo je naročila Agnes II.  Meissenska in naj bi jo v samostanu izdelovali več kot 20 let. Ohranila se je v fragmentih in je od konca leta 2006 ponovno razstavljena.
Po drugi svetovni vojni je po vztrajanju Inštituta za ohranjanje zgodovinskih spomenikov za oltarjem postavljen lesen križ, ki je bil dopolnjen z gotsko podobo Kristusa (corpus Christi historicum). Vendar ga je bilo treba leta 2001 vrniti Marienkirche v Freyburgu (Unstrut). S podporo umetniške svetovalke Bettine Seyderhelm so bili v cerkvenem svetu skupnosti predloženi različni predlogi za novo podobo. Na zaključnem tekmovanju je bilo sprejetih šest umetnikov, od katerih jih je bilo pet predstavljenih. Na strani kongregacije je bil oblikovan naslednji pogoj: »Skrb sveta je, da je Kristusova figura predstavljena v umetniškem jeziku našega časa. Kristusova figura mora biti radostna, zmagovita in zmagoslavna, upati in izžarevati spravo: Na svetu se bojiš; vendar bodite prepričani, da sem osvojil svet. (Joh 16,33 LUT)« (Seyderhelm (2005), str. 18). Na drugi seji žirije leta 2004 je bil osnutek Thomasa Leua razglašen za zmagovalca.
Za veliko noč 2006 je v samostansko cerkev prišel sodoben križ. Ustvaril ga je umetnik iz Hallej0061 iz aluminija. V primerjavi z načrtom je bila figura zmanjšana. To razpelonaj bi prikazovalo povezavo Jezusa na križu z raztapljajočo se podobo stremečega in vstalega Kristusa.  Nove oltarne slike dopolnjujejo križ. 

### Orgle
Sedanje orgle so bile, potem ko so predhodne postale neuporabne zaradi poškodb vlage, nameščen na južni strani v visokem koru. Leta 1971 je potekala slovesna dostava glasbila, ki ga je izdelalo podjetje Alexander Schuke (Potsdam) pod vodstvom Hans-Joachima Schukeja.  Ima cevi iz leta 1994 in sledijo idealu neobaročnega zvoka.

## Zvonovi in stolpna ura
V severnem stolpu visijo pet zvonov. Največji zvon - imenovan Aurora - je bil ulit leta 1705. V zgornjem nadstropju visi ločeno in ga ob večjih praznikih poganjajo s kablom. Drugi največji in hkrati najstarejši zvon je iz leta 1504 – nedeljski zvon. Leta 2002 je družba Perner iz Passaua dodala temu zvonu tri zvonove.
Južni stolp je imel stolpno uro. Tri številčnice in pripadajoči pari kazalcev so bili nameščeni na zatrep nekdanje čelade na zahodu, jugu in vzhodu. Mehanizem je bil v zgornjem nadstropju na severu. Deli mehanizma so še vedno na voljo v zgornjem nadstropju južnega stolpa. Iz statičnih razlogov v južnem stolpu nikoli ni bilo zvonov.

## Današnja uporaba
Cerkev uporablja protestantska župnija Quedlinburg.  V njej se poleti odvijajo protestantske maše. Katoliška skupnost svete Matilde v spomin na svojo mecenko praznuje z mašo 14. marca.
Poleg tega je cerkev namenjena turistom. Je postaja na Romanski cesti (del Transromanice, ki poteka skozi Italijo, Slovenijo, Avstrijo in Nemčijo in jo je Leta 2006 je Svet Evrope imenoval Transromanico za evropsko kulturno pot). Ponujajo se vodeni ogledi cerkve in zakladnice. Od 14. marca 2009 je ponovno odprta tudi kripta in jo lahko obišče do 30 obiskovalcev na uro. Poleti je cerkev prizorišče glasbenega poletja Quedlinburg. V sodelovanju z Nordharzer Städtebundtheater je bil prvič v maju in juniju 2007 realiziran gledališki projekt Ime rože, ki se je ponovil zaradi velikega odziva v letih 2008, 2013 in 2014.